# 大胆!ヒルマーノ
大胆!ヒルマーノ（だいたんヒルマーノ）はTBSラジオのラジオ番組。1995年10月9日から1997年4月4日まで放送。

## 概要
「より楽しくイタリアの空のようにカラッと明るい番組」をキャッチフレーズ、コンセプトとした平日帯 昼ワイド番組。番組タイトルは昼間をイタリア語風に「ヒルマーノ」と名付けた。
番組は月曜 - 木曜パーソナリティの北野誠の辛口キャラと金曜パーソナリティの渡辺正行のリラックス ムードという対照的なキャラを活かした構成。1996年10月からの月曜 
- 木曜は13:00 - 14:30頃まで『北野誠の電話で語ろう90分』コーナーを新設。番組の目玉として設けられた。
当番組は1997年4月4日で終了。同年4月7日より、北野は後番組『痛快ときめきバラエティ 北野誠の突撃ラジオ』のパーソナリティを務めた。

## 放送時間
- 毎週月曜 - 金曜 13:00 - 16:00

## レギュラー出演者
パーソナリティ
- 北野誠（月曜 - 木曜）[2]
- 渡辺正行（金曜）[2]

アシスタント
- 中村順子（月 - 木曜、1995年10月 - 1996年3月）
- 白石まるみ（月 - 水曜、1996年4月 - 1997年4月）
- 堀井美香（TBSアナウンサー(当時)。木曜、1996年4月 - 1997年4月）
- 八木美香（金曜）

外中継リポーター
- 立川笑志
- 麻生果菜
- 柏木みどり
- ハウス加賀谷（木曜）

## タイムテーブル
（出典：）
- 13:00　オープニング
  - 北野誠のニュース芸能ヒルマーノ（月曜 - 木曜、1995年10月 - 1996年9月）
  - 北野誠の電話で語ろう90分(1) （月曜 - 木曜、1996年10月 - 1997年4月）
  - 渡辺正行のくの一 情報局（金曜、1995年10月 - 1996年9月）
  - 渡辺正行のマル得 情報局（金曜、1996年10月 - 1997年4月）
- 13:25　首都圏 交通情報
- 13:30
  - 北野誠のそこが聞きたい大胆チェック（月曜 - 木曜、1995年10月 - 1996年9月）
  - 北野誠の電話で語ろう90分(2) （月曜 - 木曜、1996年10月 - 1997年4月）
  - ナベちゃんの愛は突然キューピット（金曜、1995年10月 - 1996年3月）
  - ナベちゃんの大胆ホットライン（金曜、1996年4月 - 1997年4月）
- 13:55　交通情報、TBSニュース
- 14:00
  - 女と男のいろいろアリーナ（月曜 - 木曜、1995年10月 - 1996年9月）
  - 北野誠の電話で語ろう90分(3) （月曜 - 木曜、1996年10月 - 1997年4月）
  - 渡辺正行の感じてウーマン（金曜）
- 14:25　首都圏 交通情報、ダイヤル119番
- 14:30
  - 北野誠の関東 人情マップ（月曜 - 木曜、1995年10月 - 1996年3月）
  - 北野誠のマル得ワンダーランド（月曜 - 木曜、1996年4月 - 1997年4月）
  - 中継！ 東京Gスポット（金曜、1995年10月 - 1996年3月）
  - ナベちゃんの激生シアター「Wの悲劇」（金曜、1996年4月 - 1996年9月）
  - ナベちゃんの涙のラブソング リクエスト（金曜、1996年10月 - 1997年4月）
- 14:45　ヒゲタ醤油 まんぷく探偵団（1996年3月まで）→ 山之内製薬 明日も元気（1996年4月から）
- 14:55　交通情報、TBSニュース
- 15:00　ミュージックキャラバン
  - 執念のリクエスト
  - スーパー中継
  - ゲスト コーナー
  - 思い出の一曲
- 15:20　日本列島ほっと通信
- 15:25　首都圏 交通情報
- 15:30　がっぽり！ ドル箱ジャーナル、パーソナリティーコーナー、毎日タウン情報
- 15:45　
  - 北野誠 ラストスパート（月曜 - 木曜、1995年10月 - 1996年9月）
  - 北野誠はこう思った（月曜 - 木曜、1996年10月 - 1997年4月）
  - 渡辺正行 ラストスパート（金曜）
- 15:50　TBSニュース、交通情報
- 15:55　エンディング